# Traçage numérique des contacts

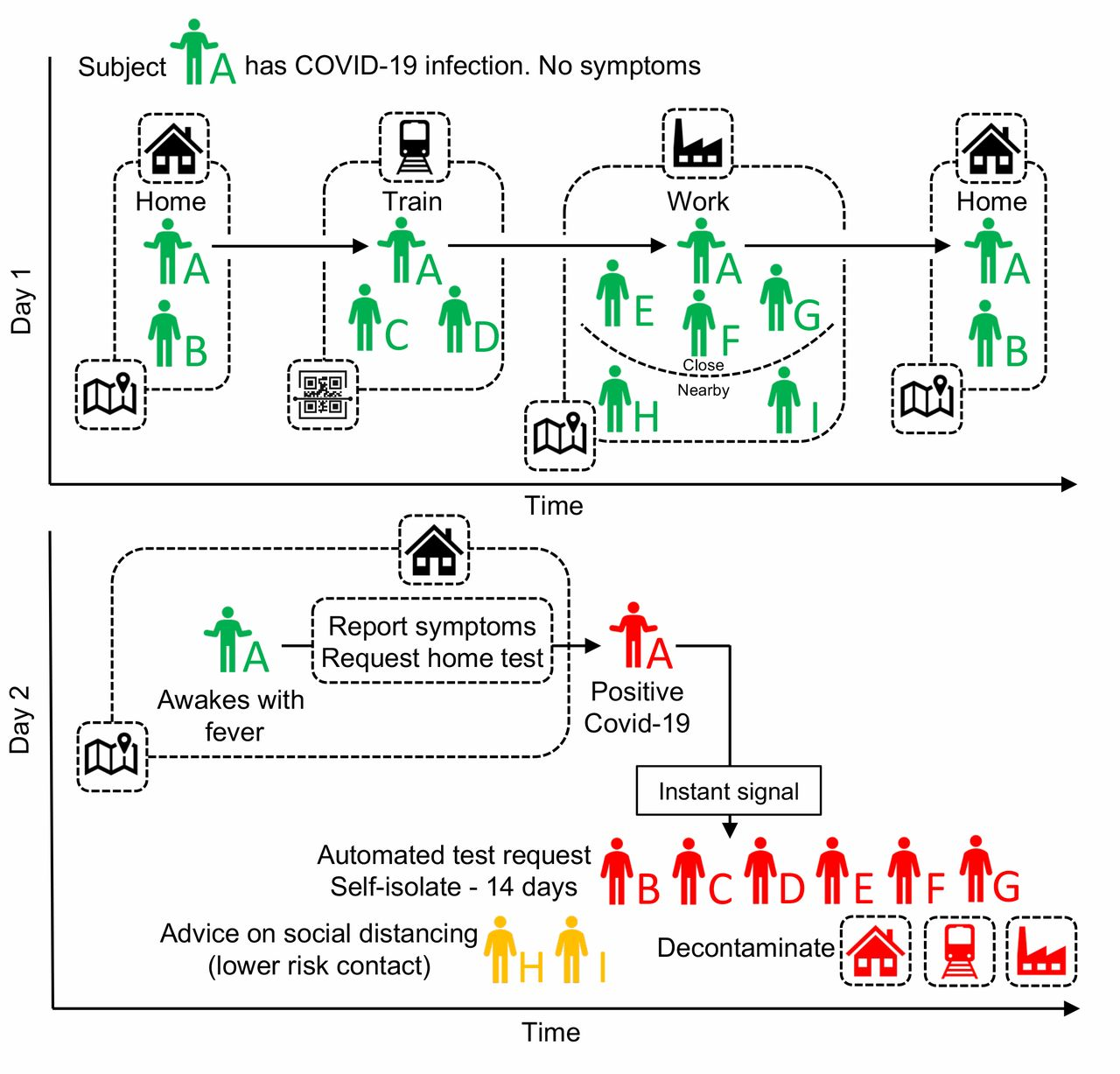
Processus de traçage numérique des contacts utilisé pendant la pandémie de Covid-19.

Le traçage numérique n’est pas précisément défini. Au sens large, il s’agit de suivre les déplacements ou la proximité des appareils d’une personne à l’aide des données de son téléphone mobile, étant donné que ce dernier se trouve probablement au même endroit que son propriétaire. Au sens plus strict, il s’agit du suivi des déplacements par des applications sur un smartphone. Le traçage numérique est souvent associé à la lutte contre la pandémie de COVID-19,.

## Histoire du traçage numérique

### Le traçage avant l’âge du numérique et sa transition
Le traçage de contact analogique est une méthode couramment utilisée pour prévenir les transmissions de maladies infectieuses. Il s’agit d’une équipe chargée d’interroger oralement ou à l’écrit des personnes infectées afin d’identifier leurs contacts sociaux et de les avertir. Le développement des solutions numériques a été envisagé dans l’espoir de résoudre certains problèmes liés au traçage de contact traditionnel. Cette méthode traditionnelle peut perdre en efficacité si le temps de réponse est trop long ou si les capacités des groupes de suivi sont épuisées. Avant l’introduction du traçage numérique, la méthode traditionnelle a été modernisée grâce à une série d’outils numériques, tels que l’utilisation de téléphones et de logiciels de gestion de données. L’implémentation du logiciel Go.Data a par exemple amélioré le suivi des contacts pendant l’épidémie d'Ebola en République démocratique du Congo en 2019. Au fil du temps, différentes technologies ont été testées pour compléter l’approche avec les entretiens. Par exemple, lors de l’épidémie de SARS en 2003, un hôpital de Singapour a essayé de tracer les contacts au moyen de la radio-identification (RFID). En outre, les données de localisation des portables étaient déjà employées avant la pandémie COVID-19, pour comprendre, par exemple, les habitudes de déplacements des personnes, et ainsi la transmission de certaines maladies.

### L’utilisation pendant l’épidémie de COVID-19 en Europe
En plus du traçage traditionnel, la version numérique a été choisie par plusieurs gouvernements comme un outil parmi d'autres pour lutter contre cette épidémie. Cet outil se compose de différents aspects du suivi. Une méthode de suivi utilisée dès le début de la crise sanitaire est l’analyse des localisations anonymes des portables. Ces données ont été mises à disposition par certains fournisseurs de télécommunication, à la suite de la demande de la part des gouvernements. De nombreux pays (Belgique, Autriche, Estonie, France, Allemagne, Lettonie, Grèce, Portugal, Italie et Espagne) ont reçu ces données de localisation. Ceci est possible sans avoir besoin de l’autorisation des utilisateurs grâce à une technique d’anonymisation qui permet un partage légal de données entre entreprise de télécommunication et État. Les données de localisation n’ont pas été employées pour identifier des cas de contact. Par contre, elles servaient à créer une base d’information sur le mouvement des masses permettant ainsi d’analyser les effets du confinement et d’autres mesures sanitaires.
Plus tard, les applications de traçage ont complémenté la première méthode, en gardant l’approche du traçage traditionnel. L'objectif principal des applications est d’avertir les personnes suspectées d’être un cas contact afin d’éviter la propagation du virus.
Pour pouvoir agir sur un niveau personnel et gérer le grand nombre de cas d’infection, les applications sur les portables utilisant la localisation ou la proximité sont conçues par divers acteurs pour compléter le traçage de contact analogique.

## Type de systèmes de traçage numérique
Plusieurs systèmes ont été conçus et sont en concurrence. Des controverses techniques, sociales et légales contribuent à privilégier l'un ou l'autre système selon les pays ou les problèmes de santé publique en fonction des rapports de force différents d'un pays à l'autre. Chaque système peut en outre connaître différentes variantes techniques dont les détails peuvent affecter fortement les propriétés et les risques.

### Système de stockage centralisé
Dans le cas d’un stockage centralisé des données, les données enregistrées par les applications de traçage sont stockées sur un serveur central. Celui-ci est ensuite responsable de l’envoi d’une notification à toutes les personnes qui se trouvaient proches d’une personne infectée durant une période déterminée. Les risques de ce système résident dans la vulnérabilité du serveur. En effet, dans le cas d’une attaque du serveur ou d’un gouvernement corrompu, la totalité des données stockées et donc la confidentialité de tous les utilisateurs est mise en danger.
Du point de vue du suivi épidémiologique, le principal avantage du système de stockage centralisé est son efficience. Cela fournit également un support de recherche intéressant. Cependant, son principal défaut se trouve dans sa capacité à être utilisé comme moyen de surveillance de la population de la part du gouvernement, de l'entreprise ou de l'institution qui s'en chargerait. En effet, les données sont enregistrées automatiquement sur un serveur commun à tous les utilisateurs d’une même application. Le gouvernement, l'entreprise ou l'institution qui gère le serveur a donc accès aux données de tous les usagers. Cela permet un suivi et une veille a priori optimisés notamment d’un point de vue épidémiologique.

### Système de stockage décentralisé
Dans le cas d’un stockage décentralisé des données, les appareils des individus proches les uns des autres sont connectés entre eux et échangent leurs données. Ces données sont donc enregistrées localement sur chaque appareil connecté. Lorsqu’une personne est infectée, son cas est enregistré sur son appareil et celui-ci se charge d’avertir les appareils avec lesquels il a échangé des données. Dans ce système de stockage, l’utilisateur a le contrôle de ses données personnelles. En effet, afin de pouvoir partager ses données, l’utilisateur doit donner son accord. Le système de stockage des données décentralisé semblerait fournir en partie la solution concernant la garantie de la confidentialité des données récoltées.

### Comparaison des deux systèmes
Selon des études, il semblerait que le système de stockage décentralisé offre une meilleure confidentialité bien que cela ne soit pas clairement démontré. Il ne semble en revanche pas y avoir de différence concernant la vulnérabilité des deux moyens de stockage.
La principale différence entre le système centralisé et décentralisé réside dans l’appartenance des données. En effet, dans le cas du stockage décentralisé, les données appartiennent à l’utilisateur. En revanche, dans le cas du stockage centralisé, les données sont transmises avec un droit d’usage partiel ou total sur le serveur central.

### Systèmes utilisés selon les pays
Singapour a été un des premiers gouvernements à développer une application de traçage numérique des contacts. Il s’agit d’une application utilisant un stockage décentralisé des données.
La Chine a opté pour un système de stockage centralisé des données basé sur une surveillance de masse des téléphones portables afin de classer les individus selon leur état de santé. Leurs mouvements ainsi que leurs contacts sont de ce fait suivi par le gouvernement.
La Russie a opté pour une variante plus stricte de la façon d’agir de la Chine. En effet, toute personne d’au moins 14 ans dans la région de Moscou doit télécharger un QR code afin de pouvoir se déplacer autour de la cité. Toute personne doit également s’enregistrer sur un site gouvernemental et doit avoir téléchargé l’application de traçage numérique. L’itinéraire et les raisons de déplacements de chaque individu doivent être déclarés à l’avance afin de pouvoir être sous contrôle des autorités.
L’Europe, le Canada ainsi que les États-Unis ont misé sur une approche moins intrusive du traçage numérique des contacts.
Le Canada a développé une application basée sur le stockage décentralisé des données. Cependant, peu de détails techniques ont été rendus publics. Cela a soulevé beaucoup de questions de la part de la population, notamment pourquoi le gouvernement n’a pas donné d’explications concernant le processus de développement de cette application.
L’Allemagne et l’Italie ont lancé des applications basées sur le modèle développé par Google et Apple.
Dans de nombreux pays, des développeurs, individuels, centres de recherche, start-ups ou initiatives citoyennes – comme BriserLaChaine ou Vite ma dose en France – ont proposé de développer rapidement des applications afin d'accélérer la mise en place de solutions, critiquant la lenteur des gouvernements, leur aversion au risque, leurs méthodes bureaucratiques et la difficulté à construire un accord politique.

## Taux d’utilisation de la population
L’efficacité des applications de traçage des contacts dans la lutte contre la pandémie du Covid-19 est fortement dépendante de son taux d’utilisation par la population. Ce taux est influencé par divers facteurs propres à chaque individu et pays. Une des barrières limitante est la peur d’un manque de confidentialité sur les données personnelles. Cette dernière peut être notamment due à un manque de confiance envers le gouvernement ou les entreprises qui ont accès aux données. Quand un ministre a révélé, à Singapour, que la police avait accès aux données des applications, malgré le fait que le gouvernement assurait le contraire, le taux d’utilisation a fortement baissé due à la perte de confiance. Le Royaume-Uni, dans le but de rassurer la population à propos de la confidentialité, ont procuré, dans leur application, des informations détaillées sur son fonctionnement ainsi qu’un moyen de désactiver le traçage des contacts. Cela, en gardant d’autres fonctionnalités telles qu’une liste de symptômes ou du traçage par scan de QR codes.
La perception de l’efficacité d’une application peut également jouer sur le taux d’utilisation. Certaines personnes ne perçoivent pas l’utilité du traçage des contacts et donc n’installent pas l’application. Afin de contrer cela, le Royaume-Uni a lancé une campagne publicitaire utilisant le slogan « Everyone you love is on your phones, now so is the app that helps protect them from Coronavirus. » (Tous ceux que vous aimez sont dans votre téléphone, maintenant s’y trouve aussi l’application qui aide à les protéger du coronavirus) dans le but de sensibiliser la population à l’importance du traçage des contacts dans la protection de leurs proches,.
De plus, certains pays tels que le Qatar, ont rendu leur application obligatoire. Cela a eu pour effet de grandement augmenter le taux d’utilisation comparé au pays dans lesquels l’application est facultative. Cependant, cela reste une minorité des pays à cause d’une peur d’enfreindre les droits humains.
En France, pour assurer la fiabilité et rassurer la population, l'application StopCovid, développée par l'Institut National de Recherche en Informatique et Automatique (Inria) en relation avec l'agence publique Anssi, garante de la sécurité des réseaux, a été soumise à une campagne de recherche de vulnérabilité faisant appel aux hackers pour mettre à l'épreuve l'application. Les hackeurs qui le souhaitent peuvent accéder au code source de l’application et vérifier qu’elle n’est pas détournée des finalités annoncées. Par ailleurs, à la demande de l'entreprise Yes We Hack, une trentaine de hackeurs, chasseurs de primes renommés, ont attaqué l’application. Le hacker éthique Baptiste Robert, alias Elliot Alderson, a identifié une dizaine de problèmes plus ou moins graves. Des informaticiens, comme Arnaud Lemaire, spécialiste de la sécurisation des réseaux et des applications chez F5 Networks, estiment impossible de garantir qu’il n’y ait ni erreur ni faille dans un programme informatique, surtout que les informaticiens réutilisent des bouts de code conçus par d'autres et dans d'autres buts et qu'ils travaillent sous pression ; le respect des délais passe avant la sécurisation. L'enjeu est d'évaluer la dangerosité des failles trouvées. Dans d'autres pays, les applications sont également soumises à un examen critique de la part de hackers, d'experts mobilisés à cet effet ou de centres de recherche.

## Sources et références
1. 1 2  (en) Tahereh Saheb, Elham Sabour, Fatimah Qanbary et Tayebeh Saheb, « Delineating privacy aspects of COVID tracing applications embedded with proximity measurement technologies & digital technologies », Technology in Society, vol. 69,‎ mai 2022, p. 101968 (DOI 10.1016/j.techsoc.2022.101968, lire en ligne, consulté le 1er mai 2022)
2. 1 2  (en) Andrew J Tatem, Youliang Qiu, David L Smith et Oliver Sabot, « The use of mobile phone data for the estimation of the travel patterns and imported Plasmodium falciparum rates among Zanzibar residents », Malaria Journal, vol. 8, no 1,‎ décembre 2009, p. 287 (ISSN 1475-2875, DOI 10.1186/1475-2875-8-287, lire en ligne, consulté le 1er mai 2022)
3. ↑  (en) « Digital tools for COVID-19 contact tracing », sur www.who.int (consulté le 17 mai 2022)
4. ↑  (en) Dorothy E. Leidner, Gary Pan et Shan L. Pan, « The role of IT in crisis response: Lessons from the SARS and Asian Tsunami disasters », The Journal of Strategic Information Systems, vol. 18, no 2,‎ juin 2009, p. 80–99 (DOI 10.1016/j.jsis.2009.05.001, lire en ligne, consulté le 17 mai 2022)
5. 1 2  Klaudia Klonowska et Pieter Bindt, « The COVID-19 pandemic: two waves of technological responses in the European Union », WHO Publication, Hague Centre for Strategic Studies,‎ 2020 (lire en ligne, consulté le 1er mai 2022)
6. 1 2 3  (en) Viktoriia Shubina, Aleksandr Ometov, Anahid Basiri et Elena Simona Lohan, « Effectiveness modelling of digital contact-tracing solutions for tackling the COVID-19 pandemic », Journal of Navigation, vol. 74, no 4,‎ juillet 2021, p. 853–886 (ISSN 0373-4633 et 1469-7785, DOI 10.1017/S0373463321000175, lire en ligne, consulté le 1er mai 2022)
7. ↑  (en) Serge Vaudenay, « Centralized or Decentralized? The Contact Tracing Dilemma », Cryptology ePrint Archive,‎ 2020 (lire en ligne, consulté le 30 mai 2022)
8. 1 2 3  (en) Adam Lodders et Jeannie Marie Paterson, « Scrutinising COVIDSafe: Frameworks for evaluating digital contact tracing technologies », Alternative Law Journal, vol. 45, no 3,‎ septembre 2020, p. 153–161 (ISSN 1037-969X et 2398-9084, DOI 10.1177/1037969X20948262, lire en ligne, consulté le 1er mai 2022)
9. ↑  (en) Viktoriia Shubina, Sylvia Holcer, Michael Gould et Elena Simona Lohan, « Survey of Decentralized Solutions with Mobile Devices for User Location Tracking, Proximity Detection, and Contact Tracing in the COVID-19 Era », Data, vol. 5, no 4,‎ 23 septembre 2020, p. 87 (ISSN 2306-5729, DOI 10.3390/data5040087, lire en ligne, consulté le 17 mai 2022)
10. ↑  (en) Sheikh Mohammad Idrees, Mariusz Nowostawski et Roshan Jameel, « Blockchain-Based Digital Contact Tracing Apps for COVID-19 Pandemic Management: Issues, Challenges, Solutions, and Future Directions », JMIR Medical Informatics, vol. 9, no 2,‎ 9 février 2021, e25245 (ISSN 2291-9694, DOI 10.2196/25245, lire en ligne, consulté le 1er mai 2022)
11. 1 2 3 4 5 6  (en) Stéphane Roche, « Smile, you’re being traced! Some thoughts about the ethical issues of digital contact tracing applications », Journal of Location Based Services, vol. 14, no 2,‎ 2 avril 2020, p. 71–91 (ISSN 1748-9725 et 1748-9733, DOI 10.1080/17489725.2020.1811409, lire en ligne, consulté le 1er mai 2022)
12. ↑  Léa Lejeune, « Ces hackers du service public qui proposent de nouvelles solutions pour lutter contre le Covid », 29 avril 2021 (consulté le 2 juillet 2022)
13. 1 2 3 4  (en) Andrew Tzer-Yeu Chen et Kimberly Widia Thio, « Exploring the drivers and barriers to uptake for digital contact tracing », Social Sciences & Humanities Open, vol. 4, no 1,‎ 2021, p. 100212 (DOI 10.1016/j.ssaho.2021.100212, lire en ligne, consulté le 1er mai 2022)
14. 1 2 3  (en) Alessia Costa et Richard Milne, « Understanding ‘passivity’ in digital health through imaginaries and experiences of coronavirus disease 2019 contact tracing apps », Big Data & Society, vol. 9, no 1,‎ janvier 2022, p. 205395172210911 (ISSN 2053-9517 et 2053-9517, DOI 10.1177/20539517221091138, lire en ligne, consulté le 1er mai 2022)
15. ↑  Hevé Hillard, « Chez les hackers, l’application StopCovid passe un mauvais quart d’heure », sur Ouest France, 28 mai 2020 (consulté le 2 juillet 2022)